# Banco Itaú (Uruguay)
Banco Itaú Uruguay (fundado como The First National Bank of Boston Sucursal Uruguay, en 1978 en Montevideo, Uruguay) es una entidad bancaria uruguaya propiedad de Itaú Unibanco. La entidad actualmente dispone de 11 sucursales en Montevideo y 6 sucursales en el resto del país, cuenta además con 616.000 clientes y con más de 640 colaboradores.

## Historia
La entidad fue fundada en 1978 como The First National Bank of Boston Sucursal Uruguay, la cual en 1997 modificó su nombre a BankBoston N.A., luego en 2006 el Banco Itaú compra las operaciones a Bank of America N.A. el cual contaba con los activos de BankBoston Uruguay.
En 2016, Citibank se desprendió de su filial minorista en Uruguay y la dejó a manos del Itaú Unibanco,